# Radacridium mariajoseae
Radacridium mariajoseae är en insektsart som beskrevs av Frédéric Carbonell 1996. Radacridium mariajoseae ingår i släktet Radacridium och familjen Romaleidae. Inga underarter finns listade i Catalogue of Life.